# 千葉県道118号成東山武線

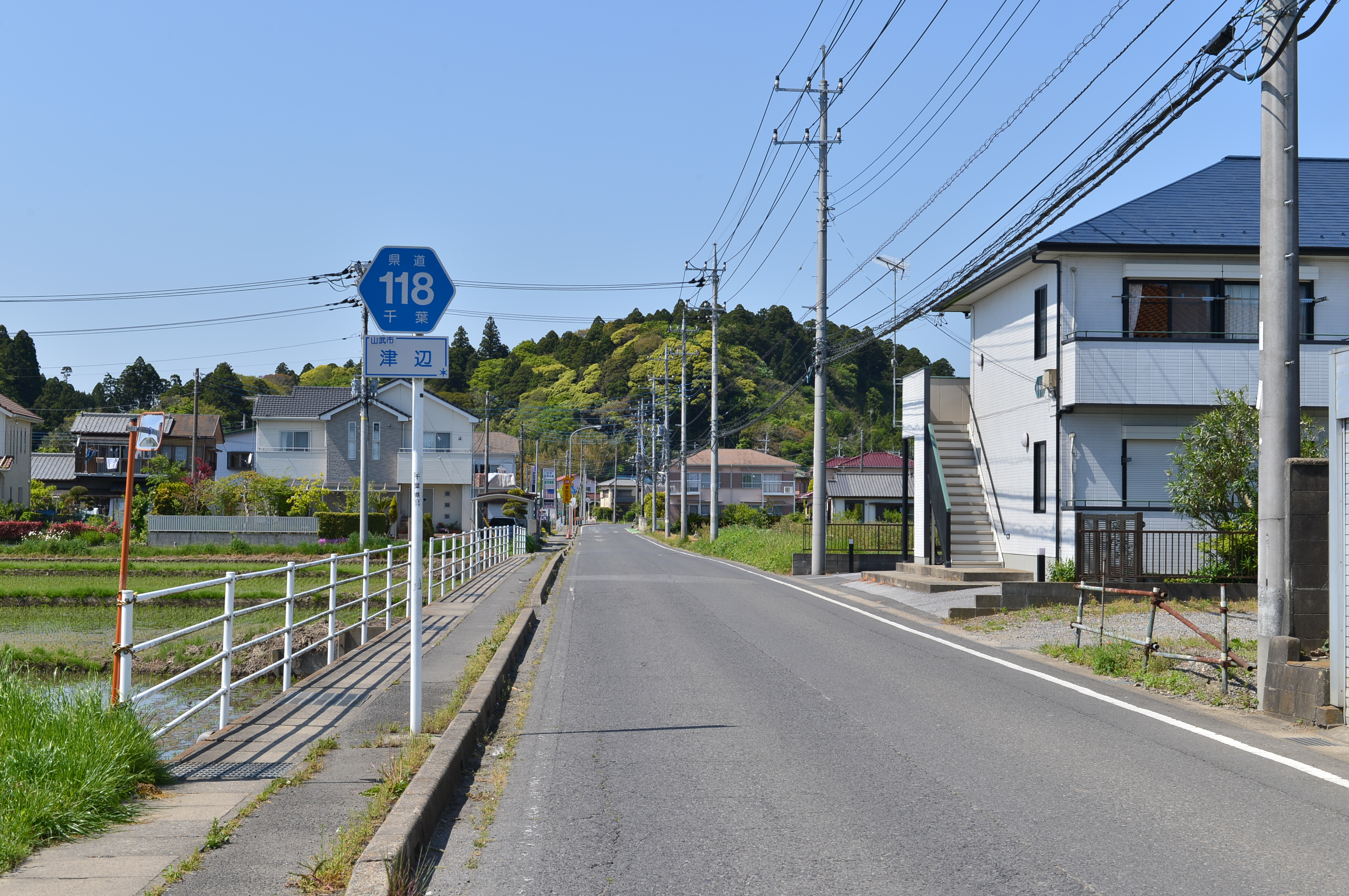
千葉県道118号成東山武線
山武市津辺（2015年5月）

千葉県道118号成東山武線（ちばけんどう118ごう なるとうさんぶせん）は、千葉県山武市津辺の国道126号との交差点を起点とし、山武市埴谷の千葉県道22号千葉八街横芝線との交差点を終点とする県道である。

## 起点・終点
- 千葉県山武市津辺
- 千葉県山武市埴谷

## 地理

### 通過する自治体
- 千葉県
  - 山武市

### 交差する道路
- 国道126号（山武市津辺、起点）
- 千葉県道22号千葉八街横芝線（山武市埴谷、終点）

## 関連
- 千葉県の県道一覧

座標: 北緯35度37分56秒 東経140度24分7.4秒 / 北緯35.63222度 東経140.402056度